# Geirangerfjord
Geirangerfjord (norveško Geirangerfjorden) je fjord v regiji Sunnmøre okrožja Møre og Romsdal na Norveškem. V celoti leži v občini Stranda. Je 15 kilometrov dolg odcep Sunnylvsfjorda, ki je odcep Storfjorda (Veliki fjord). Majhna vasica Geiranger je na koncu fjorda, kjer se vanj izliva reka Geirangelva.

## Fjord
Fjord je eden najbolj obiskanih turističnih krajev na Norveškem. Leta 2005 je bil skupaj z Nærøyfjordom uvrščen na Unescov seznam svetovne dediščine. Ta status so ogrožali sporni načrti za izgradnjo daljnovodov čez fjord.
Fjord1 Nordvestlandske upravlja trajekt, ki služi tudi za ogled znamenitosti. Vozi vzdolž fjorda med mestecema Geiranger in Hellesylt. Leta 2026 naj bi v fjordu uporabljali le ladje brez emisij.
Ob obronkih fjorda ležijo številne zdaj zapuščene kmetije. Nekaj obnovitve je izvedlo združenje Storfjordens venner. Najpogosteje obiskane med njimi so Skageflå, Knivsflå in Blomberg. Skageflå je mogoče doseči tudi peš iz Geirangerja, medtem ko je za druge potreben izlet z ladjo. V fjordu je tudi  več impresivnih slapov, kot je slap Sedem sester.
Magdalene Thoresen, tašča Henrika Ibsena, je o tem območju povedala:
Ta fjord je obdan z nekaterimi najbolj strmimi gorami na celotni zahodni obali. Je zelo ozek in nima bivalnega obalnega območja, saj se prepadne višine dvigajo v strmih in razgibanih plasteh skoraj naravnost iz vode. Z nazobčanih vrhov se v fjord zlivajo peneči slapovi. Je pa tukaj nekaj gorskih kmetij in od teh imata ena ali dve tako nevaren dostop po poteh, ki se vijejo okoli strmih prepadov, in po mostovih, ki so na goro pritrjeni z železnimi zapahi in obroči, da pričajo v najbolj presenetljiva pot do izjemne invencijske moči, ki so jo v človeku razvili izzivi narave.

## Slapovi
Dva najbolj opazna slapa v Geirangerfjordu sta Slap sedmih sester (De syv søstrene) in Snubec (Nynorsk Friaren). Oba padata drug proti drugemu čez fjord in Snubec naj bi poskušal pridobiti sestri nasproti.
Nevestina tančica je še en slap v fjordu, tako imenovan, ker nežno pada čez en skalnat rob, in ko ga vidimo od zadaj obsijan s soncem, je videti kot tanka tančica nad skalami.

## Skalni podor
Geirangerfjord je nenehno ogrožen zaradi gore Åkerneset, ki bi se lahko kmalu zrušila v fjord. Zrušitev bi povzročila cunami, ki bi v približno desetih minutah prizadel več bližnjih mest, vključno z Geirangerjem in Hellesyltom.

## V popularni kulturi
- Film The Wave (Bølgen) iz leta 2015 temelji na predpostavki skalnega podora z gore Åkerneset, ki je poplavil mesto Geiranger.[7]
- Film Frozen je uporabil pokrajini Geirangerfjorda in Nærøyfjorda kot osnovo za pokrajino Arendelle.[8]

## Galerija
- Geirangerfjord je Unescov seznam svetovne dediščine
- Geirangerfjord s parkirišča za vzpon (panorama)
- Geirangerfjord iz gore Dalsnibba
- Sedem sester (De syv søstrene) in slapovi Snubec (Friaren).
- Zgodovinska fotografija fjorda s slapovi Sedem sester
- slapovi Sedem sester na poti po Geirangerfjordu